# Siegfried Buchholz
Siegfried Buchholz (* 3. August 1930 in Westfalen; † 15. Februar 2024 in Baden (Niederösterreich)) war ein deutscher Manager, Chemiker und Autor.

## Beruf
Buchholz wurde in Westfalen geboren. Nach dem Studium der Chemie und der Physik arbeitete er mehr als 30 Jahre für den weltweit größten Chemiekonzern BASF in verschiedenen Positionen. Er war BASF-Verkaufsdirektor in Deutschland, Vizepräsident in den USA und von 1984 bis 1993 Generaldirektor in Österreich. Danach war er Vorstandsvorsitzender der Constantia. Im Anschluss startete er eine eigene Managementberatung, die Buchholz Consulting.

## Gesellschaftliches Engagement
Siegfried Buchholz war Ehrenmitglied im Kuratorium des Arbeitskreises Christlicher Publizisten.

## Familie
Buchholz war mit seiner 2018 verstorbenen Frau Christiane verheiratet, Vater von drei Söhnen und lebte in Baden bei Wien.

## Werke
- Über methylierte 3.4-Benpyrene und Naphtho-(3'.4': 3.4)-Pyren. Ein Beitrag zur Chemie der carcinogenen Kohlenwasserstoffe (Dissertation, Naturwissenschaftliche Fakultät, Erlangen-Nürnberg 11. Sept. 1961)
- Der Mensch lebt nicht vom Öl allein: Herausforderungen der Energiekrise, Schulte und Gerth, Asslar 2. Aufl. 1981, ISBN 978-3-87739-329-1.
- Nachdenken und nachfolgen, Schulte und Gerth, Asslar 1985, ISBN 978-3-87739-001-6.